# She Wolf (пісня)
«She Wolf» (укр. «Вона — вовк») — перший сингл колумбійської співачки Шакіри з однойменного альбому, випущений 29 червня 2009 року лейблом Epic. Для розповсюдження альбому в іспаномовних країнах було випущено іспанську версію пісні під назвою «Loba».

## Відеокліп
Кліп, спродюсований Джейком Нава (англ. Jake Nava), був знятий у червні 2009 року в Лос-Анджелесі, Каліфорнія, США.
У відео Шакіра, залишаючи свого сплячого коханця, йде до гардеробу, який згодом перетворюється на печеру, в якій вона співає та своєрідно танцює. Потім печера перетворюється на клуб з танцями. Поперемінно з'являються сцени, де співачка знаходиться в клітці. У кінці показано, як Шакіра танцює на найвищий будівлі Сан-Франциско.

## Списки композицій
| Австралійський Maxi CD 1. «She Wolf» — 3:08 2. «She Wolf» (Moto Blanco Radio Edit) — 3:40 3. «She Wolf» (Moto Blanco Dub Mix) — 7:07 Mexico Maxi CD 1. «Loba» — 3:08 2. «Loba» (Pocho Club Mix) — 3:49 3. «Loba» (Pocho Radio Mix) — 3:41 4. «Loba» (Deep Mariano Club Mix) — 5:04 5. «Loba» (Deep Mariano Radio Mix) — 4:31 Maxi CD на Середньому Сході 1. «She Wolf» (Said Mrad Club Remix) — 5:42 2. «She Wolf» (Said Mrad Remix — Radio Edit) — 3:43 3. «She Wolf» (Fahmy & Samba's SphinxMix — Club Mix) — 3:56 4. «She Wolf» (Fahmy & Samba's SphinxMix — Radio Edit) — 2:53 5. «She Wolf» (Mindloop Collective Lounge Mix) — 3:44 6. «She Wolf» (Beirutbiloma Mix) — 3:43 Міжнародний 2-Track CD 1. «She Wolf» — 3:08 2. «Loba» — 3:08 | Офіційні версії - «She Wolf» — 3:08 - «She Wolf» (Moto Blanco Radio Edit) — 3:40 - «She Wolf» (Moto Blanco Club Mix) — 7:08 - «She Wolf» (Moto Blanco Dub Mix) — 7:07 - «She Wolf» (Villains Remix) — 4:10 - «She Wolf» (Villains Dub) — 4:06 - «She Wolf» (Deeplick Night club Mix) — 7:04 - «She Wolf» (Deeplick Radio Edit) — 3:26 - «She Wolf» (Calvin Harris Remix) — 4:47 - «She Wolf» (Said Mrad Club Remix) — 5:42 - «She Wolf» (Said Mrad Remix — Radio Edit) — 3:43 - «She Wolf» (Fahmy & Samba's SphinxMix — Club Mix) — 3:56 - «She Wolf» (Fahmy & Samba's SphinxMix — Radio Edit) — 2:53 - «She Wolf» (Mindloop Collective Lounge Mix) — 3:44 - «She Wolf» (Beirutbiloma Mix) — 3:43 - «Loba» — 3:08 - «Loba» (Poncho Club Mix) — 3:56 - «Loba» (Poncho Radio Mix) — 3:41 - «Loba» (Deep Mariano Club Mix) — 5:06 - «Loba» (Deep Mariano Radio Mix) — 4:34 - «Loba» (Salsa version) — 3:53 |

## Чарти
| Чарт                                | Найвища позиція |
| ----------------------------------- | --------------- |
| Австрія (Ö3 Austria Top 75)         | 3               |
| Бельгія (Ultratop 50 Flanders)      | 16              |
| Бельгія (Ultratop 40 Wallonia)      | 5               |
| Канада (Canadian Hot 100)           | 5               |
| Чехія (IFPI)                        | 12              |
| Данія (Tracklisten)                 | 16              |
| Фінляндія (Suomen virallinen lista) | 6               |
| Франція (SNEP)                      | 4               |
| Німеччина (Media Control Charts)    | 2               |
| Угорщина (Rádiós Top 40)            | 5               |
| Ірландія (IRMA)                     | 4               |
| Італія (FIMI)                       | 3               |
| Нідерланди (Mega Single Top 100)    | 22              |
| Швеція (Sverigetopplistan)          | 17              |
| Швейцарія (Media Control Charts)    | 3               |
| Велика Британія (UK Singles Chart)  | 4               |
| США Billboard Hot 100               | 11              |
| США (Hot Dance Club Songs)          | 1               |
| США (Latin Songs)                   | 10              |